# ガエタノ・コンプリ
ガエタノ・コンプリ （Gaetano Compri、1930年3月17日-）は、イタリア出身のカトリックの神父で宣教師、教育者、著作家、聖骸布研究家。サレジオ会士である。

## 経歴
1930年3月17日、イタリアのヴェローナ(Verona)で生まれる。幼いころから聖職者になりたいと思っていた。1941年、11歳の時にトリノにあるサレジオ会の小神学校に入り、1945年8月15日にサレジオ会の修練者になる。1946年8月16日、16歳で修道誓願をたてサレジオ会員となる。1952年、22歳でサレジオ大学哲学部修士課程を終了する。
1955年4月2日、25歳で宣教師として来日。横浜港に上陸した。1958年3月9日にカトリック下井草教会にて28歳で司祭に叙階される。
上智大学大学院神学部修士課程の終了後、1958年3月31日からサレジオ短期大学、調布サレジオ神学院にて哲学・神学講師を務める。1962年に大分県にある中津ドン・ボスコ学園修道院院長、施設内校長、養護施設長に任命される。1968年に育英工業高等専門学校の倫理・宗教の教授、1971年から16年間サレジオ学院中学校・高等学校校長を務める。1987年にドン・ボスコ教育研究所所長。1992年、宮崎県にある日向学院の理事長と修道院院長に任命される。同年にテレビ版「心のともしび」に出演。1996年には、カトリック下井草教会の主任司祭、2000年から2020年3月まで調布サレジオ神学院のチマッティ資料館館長を務めた。2008年3月9日、司祭叙階50周年を迎えた。

## チマッティ神父列聖運動
チマッティ資料館館長として尊者ヴィンチェンツォ・チマッティ神父が福者、聖人としてヴァチカンに認定されるよう運動を行った。

## 聖骸布の研究
1950年、トリノで聖骸布の国際会議が開かれ、サレジオ大学で聖骸布の実物大写真を展示したジュゼッペ・エンリエ(写真撮影者)
の講演会が行われた。この講演を聞いたことがきっかけとなり、キリストの遺体を包んだ布とされている聖骸布の研究に関わるようになる。1955年の来日直後に、聖骸布の最初の講演を行っている。全国で講演・展示会を開き、多くの本を著し、日本における聖骸布研究の第一人者と言われている。

## メディアへの出演
日本テレビのテレビ番組「心のともしび」で月1回、2年間にわたり聖書を紹介した。日本放送協会（ＮＨＫ）制作の聖骸布特集番組にも出演している。

## 著作

### チマッティ神父関連
- 『チマッティ神父　日本を愛した宣教師』　一般向けの短い伝記
- 『チマッティ神父　本人が書かなかった自叙伝』　上・下巻

### 聖書関連
- 『こころにひかりを　－よくわかるカトリック入門　キリスト教の基本を知るために』
- 『人生に光を　－旧約聖書Ⅰ　旧約聖書の歴史の流れを知るために』
- 『知恵の光を　－旧約聖書Ⅱ　旧約聖書の知恵や預言者の教えを知るために』
- 『喜びの光を　－四つの福音書　イエスの生涯とその教えを知るために』
- 『キリストの光を　－使徒言行録、パウロの手紙、黙示録を知るために』
- 『ほほえんで人生を　－明るく生きるためのキリスト教のユーモア』

### 教育関連
- 『あなたの疑問は、みんなの疑問　－コンプリ神父が答える』
- 『神父様、おしえて　－小学生の質問にコンプリ神父が答える』　(低学年の部、中学年の部、高学年の部)
- 『若者を育てるドン・ボスコのことば　－家庭、学校、みんなのための教育書』
- 『神は男と女を造られた　－中・高校生のための、性、愛、命の手引き』
- 『人間を考える　－人間としての在り方・生き方』
- 『新時代に人間を考える　－指導要領への提言』

### 聖骸布関連
- 『見よ、この人を　－イエスの埋葬の布といわれる聖骸布を紹介する』
- 『聖骸布　－聖骸布の紹介』
- 『キリストと聖骸布　科学が発見した最大のミステリー』
- 『これこそ聖骸布　コンプリ神父がその真相を語る』

### 小冊子
- 『はじめて教会へいらしたあなたに　カトリック教会のごあんない』
- 『チマッティ神父によるロザリオの黙想』
- 『神は男と女を造られた　中・高校生のための性、愛、命の手引き』
- 『ゆがめられたキリスト　エホバの証人、モルモン教、統一教会』
- 『イエス・聖書にその姿を見る』
- 『マリア・聖書にその姿を見る』

### DVD
- 『カトリック入門「こころにひかりを」』
- 『知っておきたい聖書の常識　旧約聖書編』
- 『知っておきたい聖書の常識　新約聖書編 Ⅰ』
- 『知っておきたい聖書の常識　新約聖書編 Ⅱ』
- 『聖骸布　あなたはどなたですか？』
- 『音楽・自然・日本を愛したチマッティ神父』